# Tatra 77
Tatra 77 — автомобиль, представленный в 1934 году на автосалоне в Праге. Конструкция Ганса Ледвинки. В 1935 году появилась модель Tatra 77-a, которая имела исключительно низкий коэффициент аэродинамического сопротивления, по некоторым (вызывающим большие сомнения относительно своей достоверности) данным — до 0,212. Выпущено 249 единиц и 4 прототипа в 1933.

## Технические особенности
Оснащалась двигателем V8 с воздушным охлаждением. Коробка передач находилась впереди заднего моста.
Ходовые качества «Татры» сложно охарактеризовать в двух словах. С одной стороны, благодаря хорошей аэродинамике машина развивала очень солидную для тех лет скорость — до 150 км/ч — при двигателе мощностью всего в 75 л. с., и при этом расходовала около 15 л бензина на 100 км, что было выдающимся показателем: другие машины этого класса расходовали в полтора-два раза больше топлива. С другой стороны, разгонная динамика тяжёлого автомобиля с деревянным кузовом на раме и маломощным силовым агрегатом отнюдь не была впечатляющей, а управляемость на скорости из-за несовершенства шасси и перегруженной задней части была по современным[когда?] меркам и вовсе опасна для жизни водителя и пассажиров.

## Интересные факты

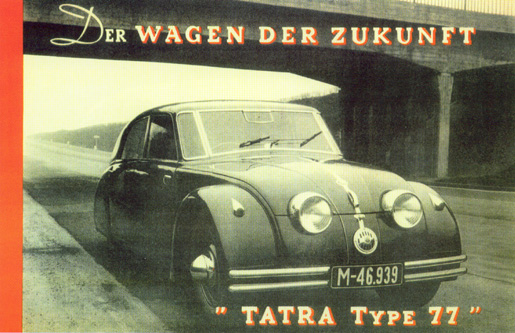
"Tatra 77, автомобиль будущего"
Реклама 30-х

«Татра» Т77 снималась в роли автомобиля будущего в британском научно-фантастическом фильме The Tunnel 1935 года, посвящённом строительству трансатлантического туннеля.

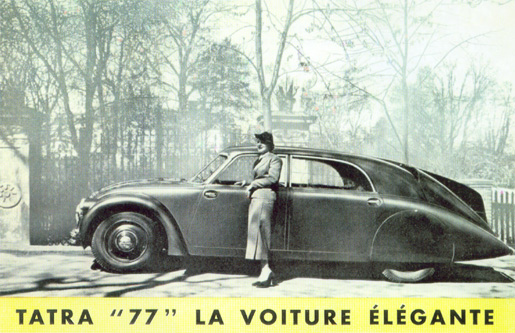
"Tatra 77, элегантная машина"
Реклама 30-х

«Татра» Т77 была автомобилем ручной сборки, так что среди выпущенных экземпляров не было двух полностью одинаковых. Некоторые из них могли иметь остеклённую перегородку в салоне, как у лимузинов, люк в крыше и другие индивидуальные черты. Некоторые машины имели рулевое колесо, расположенное посередине салона — водитель сидел по центру, как у современного McLaren F1, а по бокам от него на широком переднем диване умещалось ещё два пассажира; у остальных оно было расположено справа (в те годы в Чехословакии движение было левосторонним). Для одного из инженеров фирмы, Эриха Юбелакера (Erich Übelacker), было собрано в единственном экземпляре спорткупе Т77 с опытным на тот момент более мощным мотором от модели Т87.

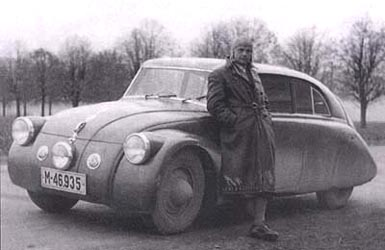
Эрих Юбелакер и прототип T77a купе

Изначальный вариант дизайна автомобиля, разработанный знаменитым специалистом в области аэродинамики Паулем Яраем, должен был включать в себя полностью понтонный кузов без выступающих крыльев и гнутое панорамное лобовое стекло. В серийном производстве автомобиль получил отдельные передние крылья, выглядевшие для публики тех лет более эстетично, и панорамное стекло из четырёх плоских секций, так как технологии тридцатых годов не могли обеспечить массового производства безопасного гнутого стекла.
В разработке формы кузова использовались продувки в аэродинамических трубах на оборудовании Фабрики воздушных кораблей графа Цеппелина (Luftschiffbau Zeppelin GmbH).